# Jennifer’s Body – Jungs nach ihrem Geschmack
Jennifer’s Body – Jungs nach ihrem Geschmack ist eine US-amerikanische Horrorkomödie aus dem Jahr 2009.
Drehbuchautorin ist Diablo Cody, die 2007 für den Film Juno den Oscar für das beste Drehbuch erhalten hat. Regisseurin ist Karyn Kusama. Die Hauptrollen spielen Megan Fox, Amanda Seyfried, Adam Brody und Johnny Simmons. Megan Fox spielt Jennifer Check, eine High-School-Diva, die, nachdem sie für ein mysteriöses Ritual „geopfert“ worden ist, zur männerfressenden Mörderin wird.

## Handlung
Der unsichere Bücherwurm Anita „Needy“ Lesnicky und die arrogante, aber beliebte Jennifer Check sind von Kindesbeinen an die besten Freundinnen. Sie tragen passende herzförmige Medaillons mit den vertieften Initialen „BFF“ (für englisch: Best Friends Forever, deutsch: Beste Freunde für immer), um ihre Freundschaft nach außen zu tragen, obwohl sie eigentlich nicht viel gemeinsam haben.
Eines Nachts fahren die ungleichen Freundinnen zu einer Bar, um dort das Konzert der Indie-Rock-Band Low Shoulder zu sehen, wobei Jennifer ein Auge auf den Sänger der Band, Nikolai Wolf, geworfen hat. Während des Flirts von Jennifer und Nikolai nimmt er an, dass sie noch Jungfrau ist. Während des Auftritts der Band bricht ein Feuer aus, alle Gäste versuchen, aus der Bar zu flüchten. Noch während das Feuer wütet und einige Gäste verbrennen, fragt Nikolai die leicht angetrunkene Jennifer, ob sie noch mit in den Tourbus der Band komme. Diese folgt trotz des Abratens von Anita.
Später in der Nacht taucht Jennifer blutüberströmt in Anitas Haus auf, geht zum Kühlschrank, verzehrt ein Hühnchen und erbricht daraufhin ein schwarzes, zähflüssiges Gemisch. Dann verlässt sie das Haus in Eile. Anita glaubt, Jennifer sei etwas Schreckliches passiert, am nächsten Morgen jedoch erscheint Jennifer wunderschön und gutgelaunt in der Schule. Die kleine Stadt ist erschüttert durch den tragischen Verlust der jungen Menschen, die durch das Feuer in der Nacht umgekommen sind. Einen Tag später tötet Jennifer den Kapitän des Football-Teams.
Nur einen Monat nach dem Vorfall ist Jennifer blass und wirkt müde. Bei einem Date tötet sie einen weiteren Schulkameraden, Colin, ebenso brutal und blutig wie den Football-Spieler. Währenddessen haben Anita und ihr Freund Chip Sex. Dabei merkt sie aufgrund ihrer besonderen Verbindung zu Jennifer, dass etwas nicht stimmt, sieht in einer Halluzination sogar Jennifer blutverschmiert im Zimmer sitzen, stürmt aus dem Haus und setzt sich ins Auto, um zu ihr zu fahren. Während der Fahrt überfährt sie beinahe Jennifer, die mit dem Blut von Colin überströmt auf der Straße herumirrt. Anita eilt nach Hause und versucht, ihre schrecklichen Gedanken loszuwerden, indem sie zu Bett geht. Doch plötzlich liegt Jennifer neben ihr im Bett, woraufhin sie Anita schließlich erzählt, was vorgefallen ist: Die Bandmitglieder sind Anhänger des Satanismus und wollten als rituellen Akt eine Jungfrau opfern, wodurch die erfolglose Indie-Band hoffte, berühmt zu werden. Da Jennifer allerdings keine Jungfrau mehr war, verlief das Ritual anders als geplant, sie starb nicht, als Nikolai sie mit einem Bowiemesser erstach. Stattdessen nahm ein dämonisches Wesen Besitz von ihrem Körper. Auf dem Weg zu Anita fühlte sie sich extrem hungrig und traf auf den Austauschschüler Ahmet, der auch bei dem Brand in der Bar dabei war. Ihn fraß sie auf und merkte danach, dass es ihr besser geht, wenn sie Menschen tötet und verspeist. Anita fordert sie auf, zu gehen.
Anita sucht in der Bibliothek nach Informationen über Satanismus und dämonische Besessenheit. Sie erfährt, dass Jennifer am stärksten ist, wenn sie Menschenfleisch zu sich genommen hat, und andererseits sehr schwach wird, sobald sie dies längere Zeit nicht tut. Zudem sei der einzige Weg, sie zu töten, ihr ein Messer ins Herz zu stoßen. Sie beschließt, Jennifer zu stoppen, auch um ihren Freund Chip zu schützen. Währenddessen wird die Band, die in der Nacht des Feuers in der Bar spielte und danach vorgab, vielen Menschen das Leben gerettet zu haben, als Helden gefeiert. Der damit verbundene musikalische Erfolg nimmt ungeahnte, aber erhoffte Ausmaße an, wie es eigentlich durch den Opferritus geplant war.
Auf dem Weg zum Schulball wird Chip von Jennifer aufgehalten und verführt. Dieser ist nicht abgeneigt und folgt ihr in ein stillgelegtes Schwimmbad. Anita merkt, dass etwas nicht stimmt, und verlässt den Ball. Sie eilt zu Chip. Als sie ankommt, hat Jennifer Chip bereits gebissen. Anita und Chip versuchen, sie zur Strecke zu bringen, doch ohne Erfolg. Jennifer flieht, doch Chip stirbt in Anitas Armen, während sich beide ihre Liebe erklären. Später attackiert Anita die geschwächte Jennifer und schneidet ihr ein „X“ in den Bauch, was diese kaltlässt. Im Kampf reißt Anita Jennifers BFF-Kette von ihrem Hals und löst dadurch einen Rückblick auf ihre gemeinsame Kindheit aus. Anita sticht Jennifer mitten ins Herz. Noch während sie stirbt, kommt Jennifers Mutter ins Zimmer.
Nach diesem blutigen Vorfall wird Anita in ein psychiatrisches Krankenhaus eingewiesen, aus dem sie später leicht fliehen kann, weil sie während des Kampfes von Jennifer gebissen wurde und dadurch dämonische Kräfte entwickelt hat. Von Rache getrieben, reist sie per Anhalter der Band nach, die Jennifer geopfert und dadurch die Gewaltkette angestoßen hat, um alle Bandmitglieder zu töten.

## Hintergrund
Premiere feierte der Film bei dem Toronto International Film Festival 2009; er kam am 18. September 2009 in den USA und am 5. November 2009 in Deutschland in die Kinos. In Österreich wurde der Film nicht gezeigt, da er keine Jugendfreigabe erhielt. Der Film hatte ein geschätztes Budget von 16 Millionen Dollar.

## Kritik
Der Film erreicht in der Internet Movie Database 5,5 von 10 Punkten bei mehr als 156.000 abgegebenen Stimmen. 45 % der Kritikerwertungen und 35 % der Zuschauerwertungen auf Rotten Tomatoes sind positiv.

„Manche Fans halten den Film gar für ein feministisches Meisterwerk. In der Horror-Comedy spielt Fox eine Highschool-Cheerleaderin, die von einer Männerband als Opfer für Satan erbracht wird. Allerdings wird sie bald von einem Dämon besessen, der ihre männlichen Schulkameraden umbringt. In der #MeToo-Zeit wurde der Film als Allegorie für sexuelle Übergriffe gelesen und als weibliche Rachefantasie mit einer durchaus komplexen Frauenfreundschaft zwischen der Figur von Fox namens Jennifer und Needy (Amanda Seyfried) verstanden.“

„Solider Horrorfilm im Teenagermilieu, der zwar nicht durch die Story, aber mit einer verführerisch-diabolischen Titelheldin punktet.“

„Ob Diablo Codys Drehbuch in den Händen eines souveräneren Regisseurs, wie es Jason Reitman bei ‚Juno‘ war, besser aufgehoben gewesen wäre? Die wenigen funktionierenden Witze, die über die 102 Minuten Laufzeit von ‚Jennifer’s Body‘ verstreut sind, geben nicht wirklich Grund zur Hoffnung. Zurück bleibt das seltsame Gefühl, Cody dabei zugesehen zu haben, wie sie bei ihrem zweiten Film Anfängerfehler macht, die nach ihrem meisterlichen Debüt schon ausgeschlossen zu sein schienen. Alles zurück auf null also: Wir warten gespannt auf Cody Nummer Drei.“

„Ja, ‚Jennifer’s Body‘ bietet tatsächlich einige sexy Szenen mit Megan Fox – inklusive einer lesbischen Zungenkuss-Orgie mit Amanda Seyfried. Aber abgesehen von diesen oberflächlichen Reizen präsentiert sich das augenzwinkernde Horrorstück auch als überzeugend-verspieltes Genrekino.“

„Unausgeglichene Mischung aus Komödie und Horrorfilm, die zwar starke Frauenfiguren entwirft und die bislang gültigen Geschlechterrollen des Genres vertauscht, aber die Spannung zugunsten drastischer Komik vernachlässigt.“

Anya Antonius schreibt in der Zeitung Der Standard, dass vor allem das falsche Marketing schuld an den schlechten Kritiken ist, weil sich dieses vor allem an Männer richtet, während der Film eher ein junges weibliches Publikum ansprechen will.

## Synchronisation
Die deutschsprachige Synchronisation entstand bei der RC Production, Berlin nach einem Dialogbuch von Marius Clarén, der auch die Dialogregie übernahm.
| Rolle                        | Darsteller        | Dt. Synchronsprecher |
| ---------------------------- | ----------------- | -------------------- |
| Jennifer Check               | Megan Fox         | Luise Helm           |
| Anita „Needy“ Lesnicki       | Amanda Seyfried   | Magdalena Turba      |
| Chip Dove                    | Johnny Simmons    | Nicolás Artajo       |
| Chips Mutter                 | Cynthia Stevenson | Silvia Mißbach       |
| Colin Gray                   | Kyle Gallner      | Tim Sander           |
| Dirk                         | Juan Riedinger    | Tobias Nath          |
| Fahrer                       | Lance Henriksen   | Joachim Pukaß        |
| Jonas Konelle                | Josh Emerson      | David Turba          |
| Mr. Wroblewski               | J. K. Simmons     | Joachim Kerzel       |
| Nikolai Wolf                 | Adam Brody        | Benedikt Gutjan      |
| Roman Duda                   | Chris Pratt       | Sascha Rotermund     |
| Toni Lesnicki, Needys Mutter | Amy Sedaris       | Peggy Sander         |

## Soundtrack
1. Florence + the Machine – Kiss with a Fist
2. Panic! at the Disco – New Perspective
3. Hayley Williams – Teenagers
4. Little Boots – New in Town
5. Dashboard Confessional – Finishing School
6. Low Shoulder (Ryan Levine) – Through the Trees
7. Cute Is What We Aim For – Time
8. Screeching Weasel – I Can See Clearly Now
9. Cobra Starship – Chew Me Up & Spit Me Out
10. All Time Low – Toxic Valentine
11. Black Kids – I’m Not Gonna Teach Your Boyfriend How to Dance with You
12. White Lies – Death
13. The Sword – Celestial Crown
14. Silversun Pickups – Little Lover’s So Polite
15. Lissy Trullie – Ready for the Floor
16. Hole – Violet

## Sonstiges
Die US-Sängerin Madison Beer veröffentlichte am 24. April 2024 zu ihrer Single Make You Mine ein Musikvideo, in dem sie erkennbare Parallelen zur Geschichte des Films herstellt.